# Za Chto Vy Brosili Menya?
Za Chto Vy Brosili Menya? é uma paródia em russo da Canção da Partida, do compositor brasileiro Dorival Caymmi. Conhecida na União Soviética no início da década de 1970 por conta do filme Capitães de Areia, a canção se popularizou entre o público adolescente, até ganhar uma versão em russo. Durante a invasão do Afeganistão, a canção ficou popular entre os soldados, que a entoavam com frequência. A canção tornou-se uma espécie de símbolo da passagem da adolescência para o mundo adulto sob o comunismo da era Brejnev. Ela é também considerada o hino da máfia russa, já que muitos dos recrutas dispensados do Afeganistão, sem oportunidades de estudo ou trabalho, tiveram de ingressar nas organizações mafiosas, e viram nas letras da canção um manifesto dos marginais da sociedade.

## Letra
| За что вы бросили меня? Я начал жизнь в трущобах городских И добрых слов, я не слыхал. Когда ласкали вы детей своих, Я есть просил, я замерзал. Вы, увидав меня, не прячьте взгляд Ведь я ни в чем, ни в чем не виноват. За что вы бросили меня? За что!? Где мой очаг, где мой ночлег? Не признаете вы мое родство, А я ваш брат, я человек. Вы вечно молитесь своим богам, И ваши боги все прощают вам. Край небоскребов и роскошных вилл, Из окон бьет, слепящий свет. О если б мне хоть раз набраться сил, Вы дали б мне, за все ответ. Откройте двери, люди, я ваш брат... Ведь я ни в чем, ни в чем не виноват. Вы знали ласки, матерей, родных, А я не знал и лишь во сне... В моих мечтаньях детских, золотых... Мать иногда, являлась мне... О, мама! Если бы найти тебя, Была б не так горька моя судьба... | Por que vocês me deixaram? Eu comecei a minha vida em cortiços urbanos E não ouvi palavras agradáveis. Enquanto vocês cuidavam de seus filhos, Eu implorava, eu congelava. Vocês me enxergam, não desviem seus olhares, Afinal, eu não sou culpado de nada. Por que vocês me deixaram? Por quê!? Onde está a minha casa? A minha cama? Vocês não identificam o meu parentesco? Eu sou seu irmão, eu sou um homem. Vocês eternamente rezam aos seus deuses, E os seus deuses sempre lhes perdoam. Na terra de arranha-céus e vilas luxuosas, Da janela bate uma luz ofuscante. Ah, se eu pudesse juntar forças ao menos uma vez, Vocês me dariam uma resposta para tudo. Abram as portas, eu sou seu irmão, Afinal, eu não sou culpado de nada. Vocês conhecem o carinho materno, E eu não conheço, senão em sonhos. Em meus mais dourados sonhos infantis A minha mãe às vezes surgia. Ah, minha mãe, se eu a achasse, Não seria tão amargo o meu destino. |